# くろべ牧場まきばの風
座標: 北緯36度50分53.9秒 東経137度30分28秒 / 北緯36.848306度 東経137.50778度
くろべ牧場まきばの風（くろべぼくじょうまきばのかぜ）は、富山県黒部市宇奈月町栃屋字広谷にある牧場。かつて、魚津市、黒部市、滑川市の3市で構成される一部事務組合の新川育成牧場組合が設置した牧場で、2014年3月までは「新川育成牧場」（通称「新川牧場」）という名称であった。

## 概要
牧場は黒部市宇奈月町栃屋および同市中山にまたがる標高240mから427m（最高標高）の丘陵地にあり、約85haの敷地内に30区の牧草地を有する（富山県内では稲葉山牧場と並ぶ規模の牧場）。乳牛などの放牧が行われている。高台にあるため、眼下には黒部川扇状地や片貝川、さらに富山湾を挟んで能登半島を眺望することができ景観が非常によい。またレジャー施設を併設し、一般人も利用できる。
1969年（昭和44年）に富山県東部の酪農振興を目指し、黒部市・魚津市・滑川市等を主体に新川育成牧場組合が設立され、同年7月7日より下新川郡宇奈月町栃屋字広谷にて牧場施設の整備を開始し、1971年（昭和46年）4月20日に当時富山県内最大規模の牧場として開牧した。その後、同年5月に飼育を開始し、1974年（昭和49年）に造成が完了し、1976年（昭和51年）に新川畜産公社が設立され、牧場の運営管理を行っていたが、2013年（平成25年）9月30日を以て新川畜産公社が解散、同年10月1日に黒部市に移管された。2014年（平成26年）3月21日には、『くろべ牧場 まきばの風』に改称する事が発表され、同年4月に正式に改称。

## 観光施設
- うしのいえMOOガーデン

当牧場内になる特産物流通施設で、1996年（平成8年）に整備が始まり、2000年（平成12年）4月28日にオープニングセレモニーが行われた（営業開始は4月29日）。当牧場の牛乳を使ったジェラート、ソフトクリーム、プリン、シフォンケーキが味わえる。

## 送信施設
- 当牧場にはコミュニティ放送局である新川コミュニティ放送の送信所が置かれている。

| 放送局名                                  | コールサイン | 周波数  | 空中線電力 | ERP | 放送対象地域 | 放送区域内世帯数 | 開局日         |
| 新川コミュニティ放送 愛称｢ラジオ・ミュー｣ | JOZZ5AG-FM   | 76.1MHz | 20W        | 19W | 黒部市       | 約-世帯          | 1997年12月24日 |

## 幻の風力発電所計画
2000年6月初め、電源開発が同地で風力発電所を建設にすることに関する地元説明会が開かれ、翌2001年7月4日、その可能性を調査するための観測マストが2基設置され観測が開始されたが、観測された平均風速が4m未満と、採算ベースとなる事業着手に必要な6.8mには届かなかったことから、2002年5月20日、事業計画が断念された。

## 交通アクセス
- E8 北陸道 黒部ICから車で20分。
- E8 北陸道 魚津ICから車で20分。